# Macrima
Macrima is een geslacht van kevers uit de familie bladkevers (Chrysomelidae).
De wetenschappelijke naam van het geslacht werd in 1878 gepubliceerd door Joseph Sugar Baly.

## Soorten
- Macrima bifida Yang, 1992
- Macrima ferrugina Jiang, 1990